# Scriptosaura catimbau
Scriptosaura catimbau — вид ящірок родини гімнофтальмових (Gymnophthalmidae). Ендемік Бразилії. Це єдиний представник монотипового роду Scriptosaura.

## Поширення і екологія
Stenolepis ridleyi є ендеміками Національному парку Катінбау в штаті Пернамбуку на північному сході Бразилії. Вони живуть в сухих заростях каатинги, серед піску. Ведуть риючий, денний спосіб життя.